# Shani Boianjiu

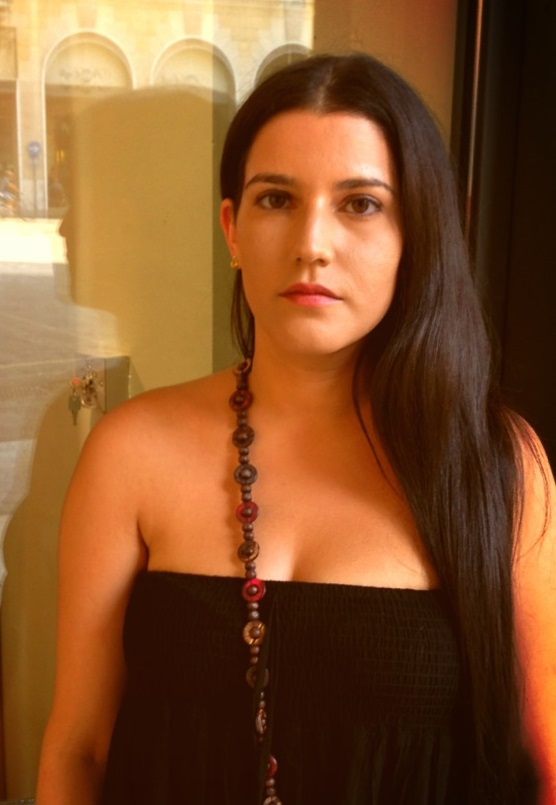
Shani Boianjiu (2013)

Shani Boianjiu (geboren 1987 in Jerusalem) ist eine israelische Autorin.

## Leben
Shani Boianjiu hat irakische und rumänische Wurzeln. Sie wuchs in Westgaliläa in Kfar Vradim und Ma’alot auf. Boianjiu leistete ihre zweijährige Wehrpflicht, zuletzt als Sergeant, in der israelischen Armee ab und studierte danach bis 2011 Literatur an der Harvard-Universität in den USA. Ihre in englischer Sprache geschriebenen Kurzgeschichten wurden in der New York Times und im New Yorker veröffentlicht. Boianjiu wurde 2011 von der amerikanischen National Book Foundation auf Empfehlung von Nicole Krauss unter die „5 under 35“ gewählt.
Boianjiu schrieb in ihrem ersten Roman Das Volk der Ewigkeit kennt keine Angst aus der gegenwärtigen israelischen Erfahrungswelt des Militärdienstes, die vor ihr schon Yitzhak Laor, Michal Zamir und Ron Leshem thematisiert hatten. Bereits bei seinem Erscheinen waren die Buchrechte des Romans in neunzehn Länder verkauft.

## Werk
- The people of forever are not afraid : a novel. Hogarth, London 2012 
  - Das Volk der Ewigkeit kennt keine Angst. Roman. Übers. Maria Hummitzsch, Ulrich Blumenbach. Kiepenheuer & Witsch, Köln 2013 ISBN 978-3-462-04558-1[4][5]